# Astragalus beketowii
Astragalus beketowii är en ärtväxtart som först beskrevs av Andrej Nikovaevich Krasnov, och fick sitt nu gällande namn av Boris Fedtjenko. Astragalus beketowii ingår i släktet vedlar, och familjen ärtväxter. Inga underarter finns listade i Catalogue of Life.